# Èlia (nom)
Èlia o Elia és un nom femení (prenom), d'origen romà.
És transcripció del nom romà de dona Aelia, al seu torn derivat del nom de família romà Aelius.
No té res a veure amb el nom d'Elies malgrat les diverses pàgines d'Internet (especialment en espanyol) que diuen que és la forma femenina d'aquest nom de profeta (pel mateix motiu podríem dir que Isaia és el nom femení d'Isaïes, o que Jerèmia és el nom femení de Jeremies!). La confusió prové del fet que en italià, llengua que no fa servir normalment accents i en què està escrita la principal enciclopèdia sobre sants, els equivalents dels noms catalans Èlia i Elies s'escriuen igual: Elia. També alguns jueus (homes) que porten el nom del profeta, transcriuen en anglès el seu nom directament de l'hebreu amb la forma Elia.
Tampoc no té res a veure etimològicament amb la forma Hèlia, relacionada amb Hèlios, ja que és abreujament de la forma Helíada  (en grec: Ἡλιάδα, «filla d'Hèlios», «filla del sol», «consagrada al sol»). Potser molts pares posen a la filla el nom Èlia, sense hac, en lloc d'Hèlia per influx —directe o a través del castellà— de l'italià (que no fa servir normalment la lletra hac), tot i la intenció de posar-li el nom santa Hèlia, que se celebra el 20 de juny (vegeu Hèlia).
És un nom que s'ha començat a fer servir molt recentment a Catalunya, i que ha anat augmentant progressivament: l'any 1997 es va posar Èlia (en català, o en la seva forma castellana Elia) a 39 nadons, en canvi, al 2015 es va posar 189 vegades, i així es va col·locar en la posició 31 de noms més comuns de noies; posteriorment ha anat baixant una mica i l'any 2019 es va posar 126 vegades i va quedar en la posició 43. Aquestes són dades de l'Institut d'Estadística de Catalunya, l'Idescat.

## Festa onomàstica
La Bibliotheca Sanctorum, l'enciclopèdia més completa existent actualment sobre els sants (12 volums, a més del volum d'índexs, tres volums d'apèndixs i dos de sants de les esglésies orientals), no registra cap Èlia com a santa; vegeu, especialment, l'entrada «Elia, vergine de Cagliari, santa», al vol. XIV, on s'indica que cal suprimir del volum IV i altres les remissions a un inexistent article sobre «Tecla, Erasma, Elia, Aquila e Agnese». Cal tenir en compte que, escrita en italià (llengua que no fa servir normalment els accents ni la lletra hac) registra diversos sants (homes) amb el nom Elia (amb la i tònica; en català, «Elies») i una santa també amb el nom Elia (en català, «Hèlia»).
Potser per això, a falta de santa amb aquest nom, és corrent que a Catalunya portadores del nom Èlia celebrin el seu sant el dia de santa Hèlia (20 de juny), i més tenint en compte la confusió que es fa sovint entre els dos noms (vegeu Hèlia).

## Formes en altres llengües
- Anglès: Elia
- Espanyol: Elia
- Italià: Elia
- Llatí: Aĕlia
- Grec: Αἰλία